# Lepidodexia strigosa
Lepidodexia strigosa är en tvåvingeart som först beskrevs av Henry Jonathan Reinhard 1945.  Lepidodexia strigosa ingår i släktet Lepidodexia och familjen köttflugor. Inga underarter finns listade i Catalogue of Life.